# August Kopff
August Kopff (5 février 1882 – 25 avril 1960) est un astronome allemand qui découvrit plusieurs comètes et astéroïdes.

## Biographie
August Kopff découvrit quelques comètes, dont la comète périodique 22P/Kopff et la comète non périodique C/1906 E1 (Kopff).
Il découvrit aussi plusieurs astéroïdes, dont en particulier les astéroïdes troyens (617) Patrocle et (624) Hector.
Un cratère sur la Lune porte son nom Kopff, ainsi que l'astéroïde (1631) Kopff.

## Liste des astéroïdes découverts par August Kopff
| (542) Susanna         | 15 août 1904      | avec P. Götz    |
| (579) Sidonia         | 3 novembre 1905   |                 |
| (582) Olympie         | 23 janvier 1906   |                 |
| (584) Sémiramis       | 15 janvier 1906   |                 |
| (585) Bilkis          | 16 février 1906   |                 |
| (589) Croatia         | 3 mars 1906       |                 |
| (591) Irmgard         | 14 mars 1906      |                 |
| (593) Titania         | 20 mars 1906      |                 |
| (595) Polyxène        | 27 mars 1906      |                 |
| (596) Scheila         | 21 février 1906   |                 |
| (606) Brangäne        | 18 septembre 1906 |                 |
| (607) Jenny           | 18 septembre 1906 |                 |
| (608) Adolfine        | 18 septembre 1906 |                 |
| (612) Veronika        | 8 octobre 1906    |                 |
| (613) Ginevra         | 11 octobre 1906   |                 |
| (614) Pia             | 11 octobre 1906   |                 |
| (615) Roswitha        | 11 octobre 1906   |                 |
| (616) Elly            | 17 octobre 1906   |                 |
| (617) Patrocle        | 17 octobre 1906   |                 |
| (619) Triberga        | 22 octobre 1906   |                 |
| (621) Werdandi        | 11 novembre 1906  |                 |
| (624) Hector          | 10 février 1907   |                 |
| (625) Xenia           | 11 février 1907   |                 |
| (626) Notburga        | 11 février 1907   |                 |
| (627) Charis          | 4 mars 1907       |                 |
| (628) Christine       | 7 mars 1907       |                 |
| (629) Bernardina      | 7 mars 1907       |                 |
| (630) Euphémie        | 7 mars 1907       |                 |
| (631) Philippina      | 21 mars 1907      |                 |
| (632) Pyrrha          | 5 avril 1907      |                 |
| (633) Zelima          | 12 mai 1907       |                 |
| (634) Ute             | 12 mai 1907       |                 |
| (640) Brambilla       | 29 août 1907      |                 |
| (643) Schéhérazade    | 8 septembre 1907  |                 |
| (644) Cosima          | 7 septembre 1907  |                 |
| (646) Kastalia        | 11 septembre 1907 |                 |
| (647) Adelgunde       | 11 septembre 1907 |                 |
| (648) Pippa           | 11 septembre 1907 |                 |
| (649) Josefa          | 11 septembre 1907 |                 |
| (650) Amalasuntha     | 4 octobre 1907    |                 |
| (651) Anticlée        | 4 octobre 1907    |                 |
| (654) Zelinda         | 4 janvier 1908    |                 |
| (656) Beagle          | 22 janvier 1908   |                 |
| (657) Gunlöd          | 23 janvier 1908   |                 |
| (658) Astéria         | 23 janvier 1908   |                 |
| (663) Gerlinde        | 24 juin 1908      |                 |
| (664) Judith          | 24 juin 1908      |                 |
| (666) Desdémone       | 23 juillet 1908   |                 |
| (667) Denise          | 23 juillet 1908   |                 |
| (668) Dora            | 27 juillet 1908   |                 |
| (669) Kypria          | 20 août 1908      |                 |
| (670) Ottegebe        | 20 août 1908      |                 |
| (672) Astarté         | 21 septembre 1908 |                 |
| (677) Aaltje          | 18 janvier 1909   |                 |
| (679) Pax             | 28 janvier 1909   |                 |
| (680) Genoveva        | 22 avril 1909     |                 |
| (681) Gorgo           | 13 mai 1909       |                 |
| (682) Hagar           | 17 juin 1909      |                 |
| (684) Hildburg        | 8 août 1909       |                 |
| (686) Gersuind        | 15 août 1909      |                 |
| (692) Hippodamie      | 5 novembre 1901   | avec M. F. Wolf |
| (693) Zerbinetta      | 21 septembre 1909 |                 |
| (754) Malabar         | 22 août 1906      |                 |
| (1780) Kippes         | 12 septembre 1906 |                 |
| (1781) Van Biesbroeck | 17 octobre 1906   |                 |
| (3105) Stumpff        | 8 août 1907       |                 |
| (3133) Sendai         | 4 octobre 1907    |                 |
| (3687) Dzus           | 7 octobre 1908    |                 |